# Мухоловкови
Мухоловкови (Muscicapidae) са семейство врабчоподобни птици, които обитават главно Стария свят (Европа, Азия и Африка). Те са основно дървесни насекомоядни, много от които, както името им подсказва, се хранят с мухи в полет. Семейството включва 324 вида в 51 рода.

## Описание
Външният вид на тези птици може да варира в широки граници, но като цяло песните им са слаби, а повикванията им са резки. Размерът им е малък до среден, достигат от 9 до 22 сантиметра на дължина. Много от видовете са матово кафяви на цвят, но оперението на някои може да е много по-ярко, особено при мъжките индивиди. Повечето имат широки клюнове, приспособени за улавяне на насекоми в полет, но малкото видове, които се хранят на земята, обикновено имат по-тънки клюнове.
Представители на Мухоловкови обитават почти всякаква среда с подходящ запас от дървета, от гъсти гори до открити шубраци и дори планинските гори на Хималаите. По-северните видове мигрират на юг през зимата, като така си осигуряват непрекъсната диета от насекоми.
В зависимост от вида, гнездата са или добре построени чашки върху дърво или скала, или просто използват вече налична дупка в дърво. Видовете, снасящи в хралупа, често имат повече яйца (осем), за разлика от обичайните от две до пет.
Характерно за Мухоловкови е да стоят на клон в очакване на прелитащи насекоми.